# Ronaldo Vieira
Ronaldo Augusto Vieira Nan (ur. 19 lipca 1998 w Bissau) – angielski piłkarz gwinejskiego pochodzenia występujący na pozycji pomocnika we włoskim klubie Sampdoria. Wychowanek Benfiki, w trakcie swojej kariery grał także w takich zespołach, jak Leeds United oraz Hellas Verona. Młodzieżowy reprezentant Anglii.